# Almodóvar de Monterrey
 Almodóvar de Monterrey fue un municipio de España, en la provincia de Cuenca, comunidad autónoma de Castilla-La Mancha, que existió entre 1974 y 1983.
En el año 1974 se fusiononaron Olmeda del Rey, Chumillas, Almodóvar del Pinar, Solera de Gabaldón y Monteagudo de las Salinas adquiriendo el nuevo nombre de Almodóvar de Monterrey. Se segregarón en el año 1983, según el RD 152/1983 publicado en el DOCM de fecha 6 de octubre de 1983, quedando con sus anteriores nombres.
El motivo de dicha fusión fue un problema de solvencia económica, debida, principalmente, a la emigración masiva de sus habitantes.

## Demografía
| Gráfica de evolución demográfica de Almodóvar de Monte-Rey entre 1981 y 1981 |
| |
| Población de derecho según los censos de población del INE Población de hecho según los censos de población del INEEntre el censo de 1981 y el anterior, aparece este municipio porque se fusionan los municipios Almodóvar del Pinar, Chumillas, Monteagudo de las Salinas, Olmeda del Rey y Solera del Gabaldón Entre el censo de 1991 y el anterior, este municipio desaparece porque se integra en los mismos municipios que lo formaron. R.D. 152/1983 |